# 何英 (明朝)
何英（？—17世紀），字本初，蘇州府崑山縣人，南明軍事人物。

## 生平
何英個性任俠，弘光年間傾出家產在澱山湖招募兵馬，加入陸世鑰、王鍍、劉座、崔秦、姚廷瓚、陸彥衝、王元壽、張行甫的陸家營，部下小霸王勇猛地拿著雙斧斬殺敵軍，不久中亂箭而死。清兵包圍澱山湖時，何英聽從卜者楊老大計劃，喬裝為田夫逃入餘杭山中，其後投降清朝，後事不詳。

## 引用
1. 1 2  錢海岳《南明史·卷四十六·列傳第二十二》：（弘光時）東湖有十將官者，集眾千餘屯湖中，（陸）世鑰慮其為亂，與王鍍、何英、劉座、崔秦、姚廷瓚、陸彥衝、王元壽、張行甫亦聚二萬人陳湖，戰船雲集，指揮出沒，斑聲如宙，號陸家營。……英，字本初，任俠。傾家招兵澱山湖，西接陳湖，東連泖口。部下有小霸王者，負勇力，持雙斧，敵遇輒辟易，後中亂矢死。清兵柵木圍之，英軍中卜者楊老大預知成敗，計命英詭為田夫，逸去餘杭山中，久之，降清。皆崑山人。